# Стикни (кратер)
Стикни — крупнейший кратер на Фобосе, спутнике Марса. Диаметр кратера около 9 км, он занимает значительную часть поверхности Фобоса. Назван в честь Хлои Анджелины Стикни Холл, жены американского астронома Асафа Холла, который открыл оба спутника Марса в 1877 году.

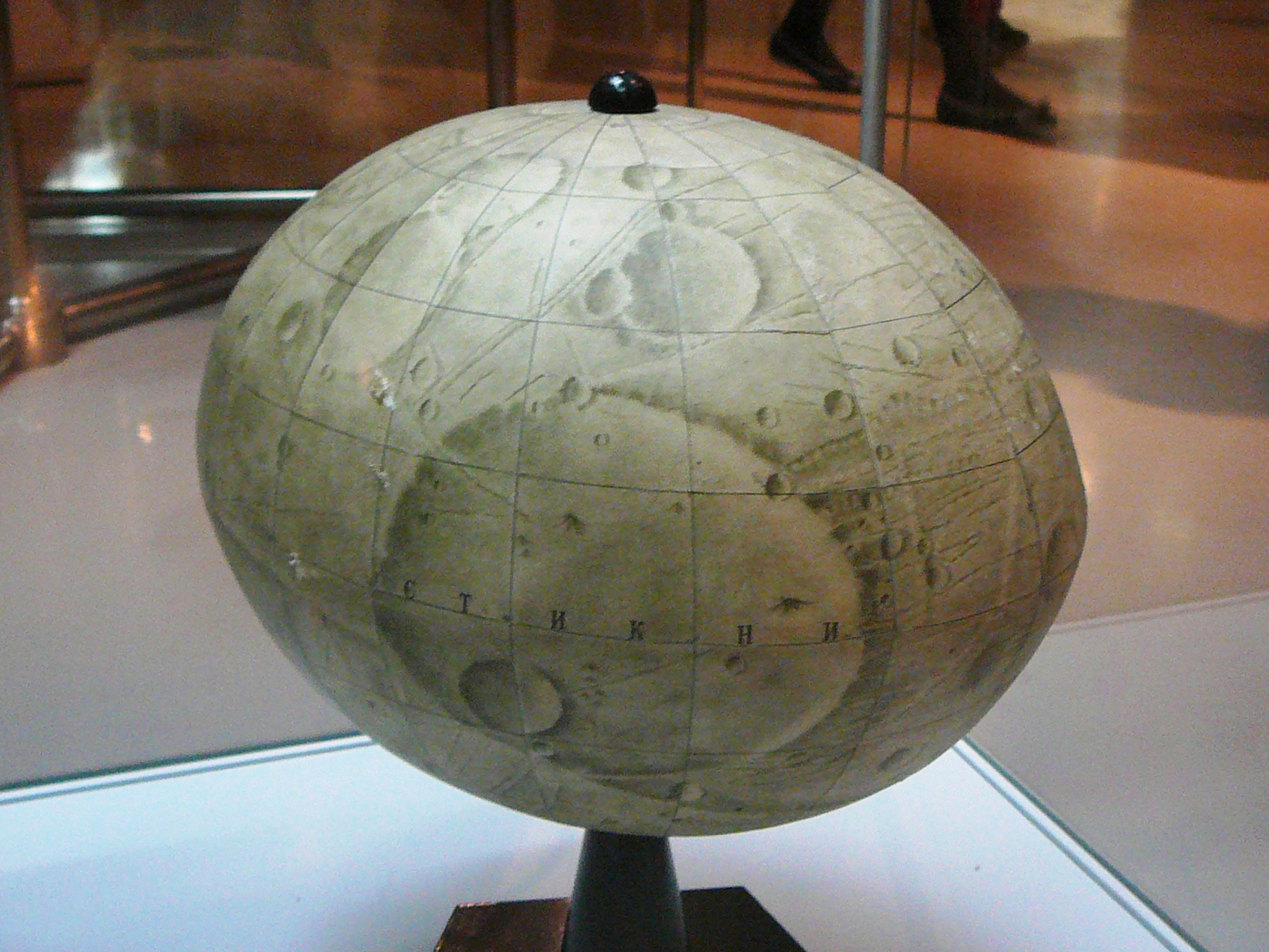
Изображение кратера на глобусе Фобоса

Кратер получил название в 1973 году после того, как с Маринер-9 были получены снимки. Название присвоил Международный астрономический союз, а именно специальный комитет, возглавляемый Карлом Саганом.
Внутри кратера находится ещё один кратер меньшего размера (около 2 км в диаметре), который образовался в результате более позднего столкновения. В 2006 этому кратеру было присвоено имя Лимток, в честь персонажа из «Путешествий Гулливера» Дж. Свифта. (Многие объекты на Фобосе в последние годы были названы в честь персонажей — уроженцев Лиллипутии).
Возможно, что Стикни достаточно большой, чтобы его можно было различить невооруженным глазом с поверхности Марса.

## В массовой культуре
Встречается в романе Кима Стенли Робинсона «Марсианская трилогия».